# Лепченко, Варвара Петровна
Варвара Петровна Лепченко (род. 21 мая 1986, Ташкент) — американская теннисистка. До 2007 года представляла на соревнованиях Узбекистан; полуфиналистка одного турнира Большого шлема в парном разряде (Открытый чемпионат Австралии-2013).

## Общая информация
Варвара — одна из двух дочерей Петра и Ларисы Лепченко; её сестру зовут Джейн.
Уроженка Ташкента начала играть в теннис с семи лет.
Первые годы своей международной карьеры Варвара представляла на соревнованиях Узбекистан. С 2000 года постоянно живёт в США, а с 17 сентября 2007 года официально выступает под флагом этой страны. В 2011 году Лепченко официально получила местное гражданство и право играть за сборную этой страны в командных турнирах.

## Спортивная карьера

### Первые годы
Карьера в юниорском туре не принесла особых успехов, а в июне 2000 года, при содействии национальной федерации, Варвара дебютировала в протуре в отборе домашнего турнира WTA. Первый опыт ограничился одним турниром, через год Варвара уже стала играть взрослые соревнования более активно; в 2002 году она впервые получила место в классификации, а в июне добралась до своего дебютного финала — на хардовом 10-тысячнике из цикла ITF в американской Виргинии. Постепенно стабильность результатов нарастала и Лепченко стала всё чаще мелькать на более поздних стадиях всё более крупных турниров: в апреле 2003 года, вместе с Джулией Дитти она блеснула в парном соревновании грунтового 75-тысячника в Дотане, где пара добралась из квалификации в финал основы. Широкое сотрудничество с Ассоциацией тенниса США и проживание в США, в этот период, диктует календарь Варвары опираясь в своей большей части на североамериканские турниры. В 2004 году постепенно стали улучшаться результаты и в одиночном разряде: стабильные выигрыши матчей на 25-тысячниках и чуть более крупных турнирах постепенно поднимают её в рейтинге к границе второй и третьей сотни, в августе впервые обыграна соперница из первой сотни: в Нью-Хэйвене — Рита Гранде. На следующий сезон прогресс продолжается — Лепченко всё увереннее играет средние соревнования ITF, выигрывает свой дебютный одиночный титул, а в августе дебютирует в квалификации турниров Большого шлема: на Открытом чемпионате США.
В 2006 году, ещё более стабилизировав результаты, Варвара пробилась в первую сотню одиночного рейтинга. Сыграв летнюю подводящую серию к американскому турниру Большого шлема, Лепченко впервые смогла пройти квалификацию соревнования серии и провела свой дебютный матч в основной сетке, где сходу выиграла матч, одержав свою первую победу над игроком топ-50: колумбийкой Каталиной Кастаньо. В следующие несколько лет уровень игры Варвары стабилизировался на этом уровне, но дальнейшая фаза прогресса всё больше откладывалась: регулярно подпитывая свой рейтинг на североамериканских призах Лепченко крайне редко удачно выбиралась на турниры в других регионах, локальные появления в основных сетках соревнований турнира Большого шлема заканчивались поражениями уже в первом матче. В 2009 году Лепченко выдала чуть более стабильный сезон, всё чаще играла с игроками первой полусотни, а в апреле одержала первую победа над игроком топ-20: обыграв в Понте-Ведра-Бич Патти Шнидер. В июле удалось добиться первого финала на соревнованиях ITF вне США: Варвара добралась до титульного матча на 100-тысячнике в итальянском Кунео. Постепенно вновь стабилизировались результаты: набранный на соревнованиях федерации запас очков позволил в 2011 году несколько месяцев играть только соревнования WTA — подъёма в рейтинге этот ход не дал, но опыт полученный при регулярных играх на этом уровне позволил дополнительно поднять уверенность в своих силах с прицелом на будущие выступления.

### 2012—2014
В 2012 году произошла следующая фаза улучшения результатов: Лепченко всё увереннее стала играть на соревнованиях тура ассоциации, одерживала всё больше побед и к концу сезона прорвалась в топ-20. Не добираясь до финалов на этом уровне Варвара тем не менее регулярно неплохо выступала на статусных соревнованиях, набирая за счёт этого всё более высокий рейтинг: в феврале она пробилась из квалификации в третий круг турнира в Дохе, в мае схожим образом пробилась в четвертьфинал соревнования в Мадриде, в начале июня Лепченко впервые в своей карьере пробилась в четвёртый круг на турнире Большого шлема: на Ролан Гаррос по пути в эту стадию она переиграла двух сеянных соперниц. На двух следующих соревнованиях серии: на Уимблдоне и Открытом чемпионате США результат был почти повторён — Варвара оба раза уступила в третьем раунде. Летом Лепченко по спортивным показателям отобралась и сыграла за США на теннисном турнире Олимпиады, где прошла круг в одиночном соревновании. Осенью этого же года американка впервые пробилась в полуфинал турнира WTA — в Сеуле, уступив Кайе Канепи. Она впервые в карьере поднялась в рейтинге в топ-20, максимально достигнув 19-го места.
Лепченко начала 2013 год с двух поражений в первом круге: в Брисбене от будущей чемпионки Серены Уильямс, в Сиднее от Екатерины Макаровой. Став 21-й сеянной на Открытом чемпионате Австралии, Лепченко обыграла словенку Полону Херцог, а затем проиграла во втором круге Елене Весниной. Однако в парном разряде она и её партнёрша Чжэн Сайсай дошли до полуфинала, где уступили австралийкам, получившим «уайлд-кард» Эшли Барти и Кейси Деллакква со счётом 2-6, 4-6.
Поиграть за свою первую родину ни в Кубке Федерации, ни в Азиатских играх Варваре так и не удалось, зато в команду США, когда были улажены все формальности с гражданством, Лепченко достаточно быстро была приглашена: тогдашний капитан сборной Мэри-Джо Фернандес прибегла к её услугам в первом раунде мировой группы турнира-2013. Варвара выиграла два своих одиночных матча против сборной Италии: Сары Эррани и Роберты Винчи, но в решающей паре, вместе с Лизель Хубер, уступила им же. Однако двух побед Лепченко оказалось недостаточно, так как США уступили Италии 2-3. Затем на турнирах в Дохе и Дубае выбыла в первом раунде. В Индиан-Уэллсе она проиграла во втором раунде, а в Майами в третьем.
Грунтовую часть сезона Лепченко начала с третьего раунда в Чарлстоне. В Эшториле она выбыла в первом раунде, а на турнире в Мадриде обыграла 12-ю сеяную Винчи в первом раунде, а в третьем раунде проиграла 7-й сеянной Саре Эррани со счётом 7-5, 6-3. В мае на турнире в Риме Лепченко проиграла во втором раунде 12-й сеянной Марии Кириленко, а после этого вышла в четвертьфинал в Брюсселе. Посеянная 29-й на Открытом чемпионате Франции, Лепченко вышла в третий круг после побед над Мирьяной Лучич-Барони и Элиной Свитолиной. Она проиграла там 8-й сеянной и прошлогодней четвертьфиналистке Анжелике Кербер со счётом 4-6, 7-6(3), 4-6.
Перед Уимблдоном Лепченко провела всего один турнир на травяном корте, проиграв в первом раунде Хизер Уотсон в Истборне. Посеянная 26-й на Уимблдонский турнир, Лепченко проиграла чешскому квалификатору Еве Бирнеровой на старте. Серию перед Открытым чемпионатом США начала в Стэнфорде, где вышла в 1/4 финала. Далее на трёх турнирах она проходила максимум во второй раунд и завершила неудачную серию поражением в первом раунде Открытого чемпионата США от Александры Дулгеру. Осенью она также не могла порадовать хорошими результатами и на пяти турнирах выиграла лишь один матч. Лепченко закончила сезон 2013 года на 53-м месте в рейтинге WTA.
В 2014 году результаты вновь стали лучше получаться в одиночном разряде: в марте Варвара неплохо провела связку турниров высшей категории в США, отметившись на них третьим и четвёртым кругами; а в августе, на турнире в Стэнфорде, была одержана первая в карьере победа над игроком первой пятёрки классификации и добыт второй в карьере полуфинал на соревновании WTA (после победы над Агнешкой Радваньской Лепченко не смогла справиться с Анжеликой Кербер). В сентябре она вышла в свой единственный финал в основном туре, сделав это на турнире в Сеуле. В борьбе за титул Варвара проиграла Каролине Плишковой — 3-6, 7-6(5), 2-6. По итогам сезона она стала 36-й в рейтинге.

### 2015—2017
Лепченко начала сезон 2015 года на турнире в Брисбене. В первом раунде она обыграла дома любимицу публики Саманту Стосур, а во втором раунде она победила соотечественницу Мэдисон Киз. В четвертьфинале она обыграла «лаки-лузера» Аллу Кудрявцеву и вышла в полуфинал, в котором Лепченко проиграла 2-й сеянной Ане Иванович. Посеянная 30-й на Открытом чемпионате Австралии вышла в третий раунд, где проиграла 6-й сеянной Агнешке Радваньской. В марте на турнире Индиан-Уэллсе Лепченко вышла в третий раунд, проиграв там будущей победительницей турнира Симоной Халеп. На турнире в Майами она проиграла в первом матче второго раунда.
Лепченко в грунтовой части сезона смогла в основных соревнованиях выиграть только один матч на пяти турнирах. На Открытом чемпионате Франции, она уступила в первом же раунде 16-й сеянной Мэдисон Киз. На траве кризис продолжился и она проиграла все четыре стартовых матча на своих турнирах, включаю Уимблдон (проиграла в первом раунде будущей финалистке Гарбинье Мугурусе).
В начале августа на турнире в Станфорде Лепченко обыграла Мирьяну Лучич-Барони, первую сеянную Каролину Возняцки, в четвертьфинале Мону Бартель и вышла в полуфинал этого турнира второй год подряд, где её остановила Каролина Плишкова. Перед Открытым чемпионатом США она сыграла в Цинциннати и дошла до третьего раунда. На кортах Нью-Йорка она переиграла Кирстен Флипкенс, Лесю Цуренко и Мону Бартель и впервые вышла в четвёртый раунд Большого шлема в США, в котором уступила 20-й сеянной Виктории Азаренко. На осенних турнирах она не проходила дальше второго раунда и завершила сезон на 46-м месте в мировом рейтинге WTA.
Лепченко начала свой сезон 2016 года на турнире в Брисбене. Во втором раунде она выиграла у Гарбинье Мугурусы, после того, как та отказалась играть в начале второго сета из-за травмы левой ноги. В четвертьфинале она проиграла 6-й сеянной Карле Суарес Наварро в трёх сетах. На Открытом чемпионате Австралии Лепченко выиграла свои первые два матча: у 31-й сеянной Леси Цуренко и Лары Арруабаррены, но потерпела поражение в третьем раунде от теннисистки, пробившейся на турнир через квалификацию, Чжан Шуай.
Лепченко с марта по середину мая 2016 года пропустила два месяца тура, из-за травмы колена. Она вернулась на корт, когда пыталась пройти квалификацию на турнир в Риме. На турнире в Нюрнберге она вышла в четвертьфинал, а на Открытом чемпионате Франции уступила в первом круге 27-й сеянной Екатерине Макаровой. На Уимблдонском турнире Лепченко выиграла в первом раунде у Тельяны Перейры, а во втором раунде проиграла финалистке того турнира Анжелике Кербер. На Открытом чемпионате США она выступила лучше и вышла в третий круг, обыграв Пэн Шуай и 15-ю сеянную Тимеа Бачински, а затем проиграла Ане Конюх. В сентябре 2016 года на турнире в Токио Лепченко вышла в четвертьфинал. Лепченко закончила год на 87-м месте в рейтинге WTA.
На Открытом чемпионате Австралии 2017 года Лепченко обыграла 19-ю сеяную Кики Бертенс в первом раунде, однако во втором раунде проиграла китаянке Дуань Инъин со счётомв последнем сете 8-10. Первым заметным результатом в сезоне стал выход в полуфинал на грунтовом турнире в Рабате в начале мая. На Открытом чемпионате Франции Лепченко обыграла Андрею Петкович в первом раунде, а во втором проиграла матч 14-й сеянной Елене Весниной. На Уимблдонском турнире она также доиграла до второго раунда, обыграв 28-ю сеянную Лорен Дэвис, а затем проиграв Полоне Херцог.
В августе 2017 года на турнире в Торонто Лепченко квалифицировалась в основную сетку и в первом круге обыграла 12-ю сеяную чемпионку Ролан Гаррос Елену Остапенко со счётом 1-6, 7-6(2), 7-6(5), однако во втором раунде проиграла Каролин Гарсие. На Открытом чемпионате США она проиграла в первом раунде 3-й сеянной и победительнице Уимблдона Гарбинье Мугурусе. Лучшим результатом осени стал выход в третий раунд турнира серии Премьер 5 в Ухане. Лепченко закончила год 62-й в рейтинге.

### 2019
В июне 2019 года Лепченко участвовала в Открытом чемпионате Франции, где проиграла в первом же раунде китаянке Чжан Шуай вообще без борьбы с одинаковым счётом 6-1, 6-1. На Открытом чемпионате США проиграла китаянке Пэн Шуай в первом раунде в двух сетах.

### 2025
Лепченко начала сотрудничество с белорусским тренером Владимиром Круком — мужем бывшей теннисистки Веры Лапко, завершившей карьеру в январе 2024 года. В 39-й день рождения теннисистка одолела хорватку Яну Фетт (1:6, 6:4, 6:3) во 2-м раунде квалификации «Ролан Гаррос».

## Итоговое место в рейтинге WTA по годам
| Год  | Одиночный рейтинг | Парный рейтинг |
| 2021 | 125               | 788            |
| 2020 | 181               | 823            |
| 2019 | 170               | 1 410          |
| 2018 | 129               | 403            |
| 2017 | 62                | 296            |
| 2016 | 87                | 333            |
| 2015 | 46                | 322            |
| 2014 | 36                | 151            |
| 2013 | 53                | 43             |
| 2012 | 21                | 161            |
| 2011 | 110               | 418            |
| 2010 | 79                | 829            |
| 2009 | 114               | 426            |
| 2008 | 125               | 227            |
| 2007 | 141               | 196            |
| 2006 | 93                | 149            |
| 2005 | 131               | 377            |
| 2004 | 230               | 412            |
| 2003 | 517               | 275            |
| 2002 | 606               | 931            |

## Выступления на турнирах

### Финалы турнировWTAв одиночном разряде (1)

#### Поражения (1)
| Легенда:                   |
| -------------------------- |
| Турниры Большого шлема (0) |
| Олимпиада (0)              |
| Итоговый турнир WTA (0)    |
| Premier Mandatory (0)      |
| Premier 5 (0)              |
| Premier (0)                |
| International (0)          |

| Титулы по покрытиям | Титулы по месту проведения матчей турнира |
| ------------------- | ----------------------------------------- |
| Хард (0)            | Зал (0)                                   |
| Грунт (0)           | Зал (0)                                   |
| Трава (0)           | Открытый воздух (0)                       |
| Ковёр (0)           | Открытый воздух (0)                       |

| №  | Дата             | Турнир            | Покрытие | Соперница в финале | Счёт           |
| 1. | 21 сентября 2014 | Сеул, Южная Корея | Хард     | Каролина Плишкова  | 3-6 7-6(5) 2-6 |

### Финалы турнировWTA 125иITFв одиночном разряде (26)

#### Победы (14)
| Легенда:                    |
| --------------------------- |
| WTA 125 (1*)                |
| 100.000 USD (0)             |
| 80.000 (75.000**) USD (3)   |
| 60.000 (50.000**) USD (6)   |
| 25.000 USD (4)              |
| 15.000 (10.000**) USD (0+1) |

| Титулы по покрытиям | Титулы по месту проведения матчей турнира |
| ------------------- | ----------------------------------------- |
| Хард (12+1*)        | Зал (1)                                   |
| Грунт (2)           | Зал (1)                                   |
| Трава (0)           | Открытый воздух (13+1)                    |
| Ковёр (0)           | Открытый воздух (13+1)                    |

* количество побед в одиночном разряде + количество побед в парном разряде.
| №   | Дата             | Турнир            | Покрытие | Соперница в финале   | Счёт                |
| 1.  | 17 апреля 2005   | Джексон, США      | Грунт    | Аша Ролле            | 6-3 6-2             |
| 2.  | 12 июня 2005     | Аллентаун, США    | Хард     | Линдсей Ли-Уотерс    | 7-6(3) 6-4          |
| 3.  | 18 июня 2006     | Аллентаун, США    | Хард     | Карли Галликсон      | 6-1 6-4             |
| 4.  | 9 июля 2006      | Колледж-парк, США | Хард     | Камиль Пен           | 6-3 7-5             |
| 5.  | 15 июля 2007     | Бостон, США       | Хард     | Келли Лигган         | 6-2 5-7 5-0 — отказ |
| 6.  | 28 сентября 2008 | Ашленд, США       | Хард     | Карли Галликсон      | 5-7 6-0 6-2         |
| 7.  | 15 ноября 2009   | Финикс, США       | Хард     | Саша Джонс           | 6-0 6-0             |
| 8.  | 3 октября 2010   | Лас-Вегас, США    | Хард     | Сорана Кырстя        | 6-2 6-2             |
| 9.  | 7 ноября 2010    | Грейпвайн, США    | Хард     | Джейми Хэмптон       | 7-6(1) 6-4          |
| 10. | 14 ноября 2010   | Финикс, США       | Хард(i)  | Мелани Уден          | 6-3 7-6(5)          |
| 11. | 9 октября 2011   | Канзас-сити, США  | Хард     | Ромина Опранди       | 6-4 6-1             |
| 12. | 28 октября 2018  | Мейкон, США       | Хард     | Вероника Сепеде Роиг | 6-4 6-4             |
| 13. | 28 февраля 2021  | Бока-Ратон, США   | Хард     | Клер Лю              | 3-6 6-4 6-0         |
| 14. | 1 августа 2021   | Чарлстон, США     | Грунт    | Джейми Лёб           | 7-6(4) 4-6 6-4      |

#### Поражения (12)
| №   | Дата             | Турнир              | Покрытие | Соперница в финале  | Счёт        |
| 1.  | 4 августа 2002   | Гаррисонберг, США   | Хард     | Вилмари Кастеллви   | 2-6 0-6     |
| 2.  | 30 мая 2004      | Хьюстон, США        | Хард(i)  | Кори-Энн Эванц      | 1-6 4-6     |
| 3.  | 13 июня 2004     | Аллентаун, США      | Хард     | Диана Оспина        | 4-6 2-6     |
| 4.  | 10 апреля 2005   | Туника-Ресортс, США | Грунт(i) | Эдина Галловиц      | 3-6 6-4 3-6 |
| 5.  | 24 апреля 2005   | Дотан, США          | Грунт    | Милагрос Секера     | 6-2 2-6 4-6 |
| 6.  | 15 мая 2005      | Шарлоттсвилл, США   | Грунт    | Карли Галликсон     | 4-6 4-6     |
| 7.  | 23 апреля 2006   | Дотан, США          | Грунт    | Юлиана Федак        | 6-4 4-6 2-6 |
| 8.  | 30 сентября 2007 | Ашленд, США         | Хард     | Мелинда Цинк        | 1-6 6-2 4-6 |
| 9.  | 27 апреля 2008   | Дотан, США          | Грунт    | Бетани Маттек-Сандс | 2-6 6-7(3)  |
| 10. | 12 октября 2008  | Питсбург, США       | Хард(i)  | Мелинда Цинк        | 2-6 6-3 1-6 |
| 11. | 5 июля 2009      | Кунео, Италия       | Грунт    | Полона Херцог       | 1-6 2-6     |
| 12. | 16 октября 2011  | Трой, США           | Хард     | Ромина Опранди      | 1-6 2-6     |

### Финалы турнировWTA 125иITFв парном разряде (11)

#### Победы (1)
| №  | Дата        | Турнир                 | Покрытие | Партнёрша      | Соперницы в финале           | Счёт        |
| 1. | 6 июня 2004 | Хилтон-Хед-Айленд, США | Хард     | Кори-Энн Эванц | Таннер Кочран Джаслин Хьюитт | 6-2 3-6 6-3 |

#### Поражения (10)
| №   | Дата             | Турнир              | Покрытие | Партнёрша           | Соперницы в финале                | Счёт        |
| 1.  | 27 апреля 2003   | Дотан, США          | Грунт    | Джулия Дитти        | Милагрос Секера Кристина Виллер   | 7-5 1-6 2-6 |
| 2.  | 13 июня 2004     | Аллентаун, США      | Хард     | Кори-Энн Эванц      | Анджела Хейнс Диана Оспина        | 0-6 2-6     |
| 3.  | 10 апреля 2005   | Туника-Ресортс, США | Грунт(i) | Эдина Галловиц      | Татьяна Пучек Анастасия Родионова | 2-6 4-6     |
| 4.  | 23 апреля 2006   | Дотан, США          | Грунт    | Эдина Галловиц      | Моника Адамчак Соледад Эсперон    | 4-6 6-3 4-6 |
| 5.  | 30 июля 2006     | Лексингтон, США     | Хард     | Акгуль Аманмурадова | Чжань Цзиньвэй Абигейл Спирс      | 1-6 1-6     |
| 6.  | 6 августа 2006   | Вашингтон, США      | Хард     | Акгуль Аманмурадова | Чжань Цзиньвэй Татьяна Лужанская  | 2-6 6-1 0-6 |
| 7.  | 23 сентября 2007 | Альбукерке, США     | Хард     | Лига Декмейере      | Мелинда Цинк Анджела Хейнс        | 5-7 4-6     |
| 8.  | 6 июля 2008      | Бостон, США         | Хард     | Юлия Федосова       | Чжань Цзиньвэй Натали Грандин     | 4-6 3-6     |
| 9.  | 2 октября 2011   | Лас-Вегас, США      | Хард     | Мелани Уден         | Алекса Глатч Машона Вашингтон     | 4-6 2-6     |
| 10. | 16 октября 2011  | Трой, США           | Хард     | Машона Вашингтон    | Елена Бовина Валерия Савиных      | 6-7(6) 3-6  |

## История выступлений на турнирах
По состоянию на 10 февраля 2022 года
Для того, чтобы предотвратить неразбериху и удваивание счёта, информация в этой таблице корректируется только по окончании участия там данного игрока.
| Турнир                       | 2005          | 2006          | 2007          | 2008  | 2009          | 2010          | 2011          | 2012  | 2013          | 2014          | 2015          | 2016  | 2017          | 2018          | 2019          | 2020          | 2021  | Итог   | В/П за карьеру |
| ---------------------------- | ------------- | ------------- | ------------- | ----- | ------------- | ------------- | ------------- | ----- | ------------- | ------------- | ------------- | ----- | ------------- | ------------- | ------------- | ------------- | ----- | ------ | -------------- |
| Турниры Большого шлема       |               |               |               |       |               |               |               |       |               |               |               |       |               |               |               |               |       |        |                |
| Открытый чемпионат Австралии | -             | К             | 1Р            | -     | К             | 1Р            | 1Р            | 1Р    | 2Р            | 2Р            | 3Р            | 3Р    | 2Р            | 1Р            | 1Р            | К             | К     | 0 / 11 | 7-11           |
| Открытый чемпионат Франции   | -             | -             | 1Р            | К     | 1Р            | 2Р            | 2Р            | 4Р    | 3Р            | 2Р            | 1Р            | 1Р    | 2Р            | 1Р            | 1Р            | 1Р            | 2Р    | 0 / 14 | 10-14          |
| Уимблдонский турнир          | -             | -             | 1Р            | К     | К             | 2Р            | 1Р            | 3Р    | 1Р            | 2Р            | 1Р            | 2Р    | 2Р            | 1Р            | К             | НП            | К     | 0 / 10 | 6-10           |
| Открытый чемпионат США       | К             | 2Р            | К             | К     | 1Р            | К             | 1Р            | 3Р    | 1Р            | 3Р            | 4Р            | 3Р    | 1Р            | К             | 1Р            | -             | -     | 0 / 10 | 10-10          |
| Итог                         | 0 / 0         | 0 / 1         | 0 / 3         | 0 / 0 | 0 / 2         | 0 / 3         | 0 / 4         | 0 / 4 | 0 / 4         | 0 / 4         | 0 / 4         | 0 / 4 | 0 / 4         | 0 / 3         | 0 / 3         | 0 / 1         | 0 / 1 | 0 / 45 |                |
| В/П в сезоне                 | 0-0           | 1-1           | 0-3           | 0-0   | 0-2           | 2-3           | 1-4           | 7-4   | 3-4           | 5-4           | 5-4           | 5-4   | 3-4           | 0-3           | 0-3           | 0-1           | 1-1   |        | 33-45          |
| Олимпийские игры             |               |               |               |       |               |               |               |       |               |               |               |       |               |               |               |               |       |        |                |
| Летняя олимпиада             | Не проводился | Не проводился | Не проводился | -     | Не проводился | Не проводился | Не проводился | 2Р    | Не проводился | Не проводился | Не проводился | -     | Не проводился | Не проводился | Не проводился | Не проводился | -     | 0 / 1  | 1-1            |

К — проигрыш в квалификационном турнире.
| Турнир                       | 2007  | 2009  | 2010  | 2011  | 2012  | 2013  | 2014  | 2015  | 2016  | 2017  | 2018  | Итог   | В/П за карьеру |
| ---------------------------- | ----- | ----- | ----- | ----- | ----- | ----- | ----- | ----- | ----- | ----- | ----- | ------ | -------------- |
| Турниры Большого шлема       |       |       |       |       |       |       |       |       |       |       |       |        |                |
| Открытый чемпионат Австралии | 1Р    | -     | -     | 1Р    | -     | 1/2   | 2Р    | 1Р    | 2Р    | -     | 2Р    | 0 / 7  | 7-7            |
| Открытый чемпионат Франции   | -     | -     | -     | 1Р    | 1Р    | 1/4   | 1Р    | 2Р    | 1Р    | 1Р    | -     | 0 / 7  | 4-7            |
| Уимблдонский турнир          | К     | К     | К     | 1Р    | 2Р    | 2Р    | 1Р    | 1Р    | 1Р    | 1Р    | -     | 0 / 7  | 2-7            |
| Открытый чемпионат США       | -     | -     | -     | 1Р    | 1Р    | 2Р    | 2Р    | 1Р    | 1Р    | 1Р    | 1Р    | 0 / 8  | 2-8            |
| Итог                         | 0 / 1 | 0 / 0 | 0 / 0 | 0 / 4 | 0 / 3 | 0 / 4 | 0 / 4 | 0 / 4 | 0 / 4 | 0 / 3 | 0 / 2 | 0 / 29 |                |
| В/П в сезоне                 | 0-1   | 0-0   | 0-0   | 0-4   | 1-3   | 9-4   | 2-4   | 1-4   | 1-4   | 0-3   | 0-2   |        | 14-29          |